# 东滩站 (上海市)
东滩站位于中华人民共和国上海市崇明区陈家镇贝云路与繁郁路交界处，是建设中的上海地铁22号线的地下岛式车站。

## 沿革
- 2019年10月14日 东滩站东端头井工程报建[2]
- 2019年11月26日 东滩站东端头井工程取得工程施工许可证[3]
- 2019年12月11日 东滩站东端头井开始启动建设[4]